# Ниязова, Мариям Аскаровна
Мария́м Аска́ровна Ния́зова, другой вариант имени — Марьям (каз. Мәрийәм Әсқәр кизи Ниязова; 17 января 1931, Джаркент, Панфиловский район, Казахская ССР — 2 марта 1988) — звеньевая колхоза «40 лет Октября» Панфиловского района Алма-Атинской области, Казахская ССР. Герой Социалистического Труда (1966). Депутат Верховного Совета Казахской ССР 7-го созыва.

## Биография
Родилась в 1931 году в многодетной уйгурской семье в Жаркенте. Её отец Аскар Ниязов прошёл трудовой путь от батрака до председателя колхоза и райисполкома. После окончания семилетки с 1945 года трудилась рядовой колхозницей в полеводческой бригаде в колхозе «Пахталык» (позднее — колхоз «40 лет Октября») Панфиловского района, председателем которого с 1950 года был Николай Никитич Головацкий. С 1953 года обучалась в Алма-Атинской средней сельскохозяйственной школе по подготовке председателей колхозов, где в 1956 году получила специальность агронома. С 1957 года — звеньевая кукурузоводов в родном колхозе. С 1960 года член КПСС.
В 1963 года звено под её руководством получило в среднем по 79,6 центнера зерна кукурузы с площади 250 гектаров. В завершающем году Семилетки (1959—1965) было собрано в среднем с каждого гектара по 75,2 центнера зерна гибридного сорта ВИР-156 на участке площадью 100 гектаров и в 1966 году — по 88,6 центнеров с каждого гектара. Указом Президиума Верховного Совета СССР от 23 июня 1966 года удостоена звания Героя Социалистического Труда за «успехи, достигнутые в увеличении производства и заготовок пшеницы, ржи, гречихи, риса, других зерновых и кормовых культур и высокопроизводительном использовании техники» с вручением ордена Ленина и золотой медали «Серп и Молот» (№ 10769).
Окончила заочное отделение Алма-Атинского сельскохозяйственного института по специальности агроном.
За выдающиеся трудовые достижения по итогам работы в 1972 году награждена вторым Орденом Ленина.
Избиралась делегатом XIII съезда КПСС (1966), II съезда женщин Казахстана (1987), депутатом Верховного Совета Казахской ССР 7-го созыва (1967—1971), Панфиловского районного Совета депутатом трудящихся.
Умерла в 1988 году.
Сочинения
- Дала падишасы (Царица полей), 1984
- Кукуруза — королева полей, Алма-Ата, изд. Мектеп, 1984

Память
Её именем названы улицы в Алма-Ате и Жаркенте.
Награды
- Герой Социалистического Труда
- Орден Ленина — дважды (1966; 13.12.1972)
- Орден Трудового Красного Знамени (07.03.1960)
- Орден Дружбы народов (19.02.1981)